# زنبق گندمگون
زنبق گندمگون (نام علمی: Iris fulva) نام یک گونه از سرده زنبق است.